# Franquicia

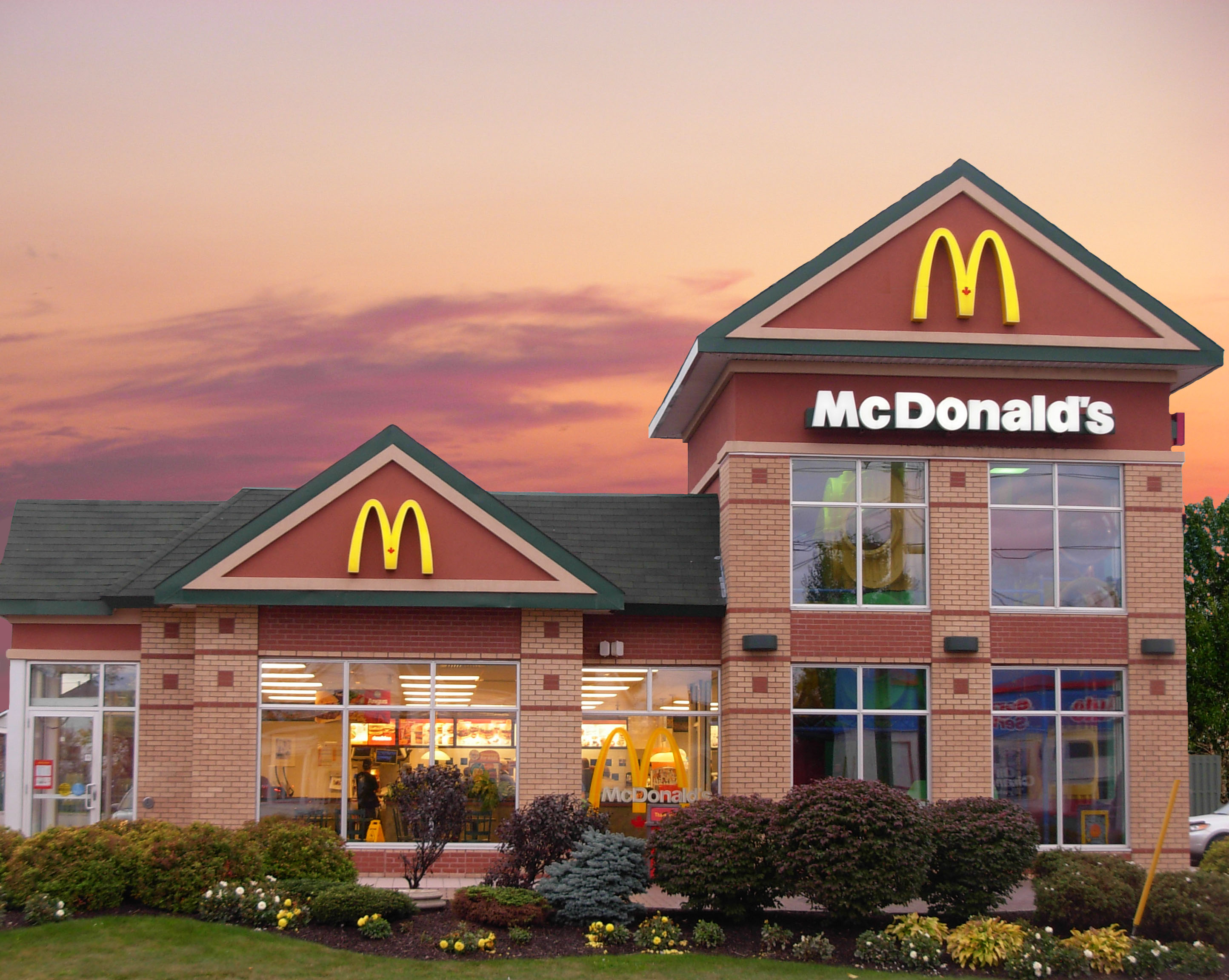
Una franquicia de McDonald's.

La franquicia es una palabra de derivación anglo-francesa de Franc- y se utiliza tanto como un sustantivo o como verbo (transitivo). El diccionario de la Real Academia Española la define como una «concesión de derechos de explotación de un producto, actividad o nombre comercial, otorgada por una empresa a una o varias personas en una zona determinada».
Una franquicia es un acuerdo entre el franquiciador (o franquiciante) y el destinatario o franquiciado (o franquiciatario), en virtud del cual el primero cede al segundo la explotación de los derechos de uso de determinado nombre o marca, así como los sistemas de producción y mercado del producto.
Hay varios elementos importantes que componen la franquicia: la marca comercial que distingue al franquiciador, un determinado «saber hacer» (o know-how) y la formación impartida a los franquiciados. A cambio de la sesión, el franquiciador recibe una regalía, royalty o canon que podrá retribuir la cesión de la marca comercial, el know-how cedido y la tasa de formación y asesoramiento.
La franquicia se concede, por lo general, por un período determinado y para un determinado «territorio». Puede ser una franquicia exclusiva o no exclusiva. Varios tangibles e intangibles, tales como servicios de apoyo nacionales o internacionales de publicidad, formación y otros, se hacen disponibles comúnmente por el franquiciador. Los acuerdos suelen durar entre cinco y treinta años, con la posibilidad de cancelación o rescisión anticipada mediante un preaviso. El incumplimiento de las cláusulas contractuales suele acarrear consecuencias graves para los franquiciados.
Las franquicias han existido desde hace siglos pero no empezó a extenderse hasta la década de 1930 en Estados Unidos, cuando el establecimiento de la electricidad, los vehículos y, en la década de 1950, el sistema de autopistas interestatales ayudó a impulsar el establecimiento de franquicias, en especial la basada en la venta de alimentos o establecimientos de servicios. Según la Asociación Internacional de Franquicias, aproximadamente el 4 % de todos los negocios en los Estados Unidos son franquicias.

## Origen etimológico: Edad Media
A lo largo del Camino de Santiago francés, surgieron en la Edad Media agrupaciones urbanas favorecidas con privilegios especiales llamadas franquicias, por alusión al origen franco o francés de la mayoría de sus componentes. Por otra parte, antes de la era de las peregrinaciones, el gentilicio germánico franco, de los conquistadores de la Galia, se había popularizado como sinónimo de 'libre, exento, noble, etc.', puesto que los francos, que otorgaron su nombre a Francia al ocupar sus tierras, vinieron a ser la clase noble, exenta de cargas fiscales. Franquicia, como franqueza y otros derivados, alude claramente al privilegio de los francos en su origen.

## Obligaciones de las partes
Los contratos de franquicia son generalmente libres y pueden incluir una gran variedad de cláusulas, en función de los países en los que se celebre, ya que la regulación nacional puede variar. No obstante, y aún existiendo diferentes normativas en los diferentes países que será necesario consultar, éstas son algunas de las condiciones que suelen aparecer con más frecuencia en estos tipos de contratos:
- Identificación de las partes: franquiciador o franquiciante (titular de la franquicia) y franquiciado o franquiciatario (entidad que desea explotar productos o servicios franquiciados).
- Transferencia del saber hacer o know-how.
- Obligaciones sobre el establecimiento y el personal.
- Obligaciones respecto de las marcas cedidas.
- Obligaciones de compra únicamente al franquiciador, al menos, en los elementos esenciales del contrato.
- Disposiciones sobre precios recomendados de reventa de los productos o servicios.
- Disposiciones relativas a la exclusividad, territorio y relaciones con otros franquiciados de la red.
- Obligaciones de las partes respecto a la publicidad de la marca y la franquicia.
- Disposiciones sobre la duración del contrato, su terminación, el preaviso y las condiciones para después de su extinción (cláusulas de indemnización por daños o por clientela).
- Cláusulas generales sobre notificaciones entre las partes, legislación aplicable y tribunales competentes para resolver conflictos.

## Relación contractual comercial
Si bien la franquicia se trata de una relación contractual comercial entre el franquiciante y el franquiciado, ésta debe basarse en una confianza mutua, ya que alguien pone todo su esfuerzo físico e intelectual y parte de sus ahorros para manejar el negocio como propio, y el dueño de la marca pone a su disposición un apoyo inapreciable de experiencia de marketing, entrenamiento y gestión, como así también tiene resuelto la mejor manera de equipar un local y en muchos casos acceso a financiamiento propio o a través de terceros.
En la Unión Europea, el Reglamento CE 2790/1999 permite la asignación de zonas de exclusividad en las cuales el franquiciador queda obligado a abrir o permitir la apertura de nuevas unidades del sistema, y el franquiciado puede quedar obligado a no realizar ventas activas en territorios que hubieran sido asignados a otros franquiciados o reservados para ser explotados por el propio franquiciador. Estaría por tanto restringida la captación de clientes (ventas activas) en dichos territorios si en su contrato así se hubiera acordado y cuando las zonas donde usted los buscase estuvieran ya asignadas.

## La franquicia por países

### Argentina
Si bien existieron algunos casos muy puntuales con anterioridad, la presencias de las franquicias en Argentina y su posterior auge como uno de los más efectivos sistemas de expansión comercial, se dieron con el retorno a la democracia en 1983.
En cantidad de franquicias con presencia en el territorio, Argentina es el tercer país en la región detrás de Brasil y México.
Sin embargo, es el primer exportador de franquicias de América Latina, con un total de 113 marcas repartidas en 56 países, seguido por Brasil con 91 y México con 83.

#### Regulación
El Código Civil y Comercial de la Nación regula el contrato de franquicia entre los artículos 1512 y 1524, comenzando por su concepto:

Hay franquicia comercial cuando una parte, denominada franquiciante, otorga a otra, llamada franquiciado, el derecho a utilizar un sistema probado, destinado a comercializar determinados bienes o servicios bajo el nombre comercial, emblema o la marca del franquiciante, quien provee un conjunto de conocimientos técnicos y la prestación continua de asistencia técnica o comercial, contra una prestación directa o indirecta del franquiciado.

Se distinguen a su vez tres clases, dependiendo de la diversidad del negocio:
- Franquicia mayorista: es aquella en virtud de la cual el franquiciante otorga a una persona física o jurídica un territorio o ámbito de actuación Nacional o regional o provincial con derecho de nombrar subfranquiciados, el uso de sus marcas y sistema de franquicias bajo contraprestaciones específicas;

- Franquicia de desarrollo: es aquella en virtud de la cual el franquiciante otorga a un franquiciado denominado desarrollador el derecho a abrir múltiples negocios franquiciados bajo el sistema, método y marca del franquiciante en una región o en el país durante un término prolongado no menor a cinco años, y en el que todos los locales o negocios que se abren dependen o están controlados, en caso de que se constituyan como sociedades, por el desarrollador, sin que este tenga el derecho de ceder su posición como tal o subfranquiciar, sin el consentimiento del franquiciante;

- Sistema de negocios: es el conjunto de conocimientos prácticos y la experiencia acumulada por el franquiciante, no patentado, que ha sido debidamente probado, secreto, sustancial y transmisible. Es secreto cuando en su conjunto o la configuración de sus componentes no es generalmente conocida o fácilmente accesible. Es sustancial cuando la información que contiene es relevante para la venta o prestación de servicios y permite al franquiciado prestar sus servicios o vender los productos conforme con el sistema de negocios. Es transmisible cuando su descripción es suficiente para permitir al franquiciado desarrollar su negocio de conformidad a las pautas creadas o desarrolladas por el franquiciante.

AAMF: Asociación Argentina de Marcas y Franquicias

### Estados Unidos

#### Las franquicias en Estados Unidos
Existen más de 5.000 marcas de franquicias y 795.000 ubicaciones a lo largo de todo el territorio estadounidense. Adquirir e invertir en una franquicia es los Estados Unidos es una tendencia que se repite a lo largo de los años muy fuertemente. Sobre todo para los latinos que quieren emigrar a suelo estadounidense de forma segura y legal.

#### Las franquicias más reconocidas son

##### McDonald's
Seguramente sea la marca más reconocida de comida rápida más famosa  y grande del mundo. Comenzó en el negocio en 1940 cuando los hermanos McDonald abrieron un pequeño restaurante en San Bernardino, California. Ya tienen más de 31.230 franquicias en más de 120 países. 
La inversión total necesaria para comenzar a operar una franquicia tradicional de McDonald’s fluctúa entre $1,013,000 to $2,185,000. Esto incluye una cuota inicial por franquicia de $45,000.00 que debe ser pagada al franquiciador. Debido a que el costo total varía de un restaurante a otro, el monto mínimo del pago inicial de entrada también varía. 

##### Subway
Aunque McDonald’s es una de la cadenas de comida rápida más famosas del mundo, Subway es una empresa de sándwiches familiar muy barata. Inició sus negocios en el año 1965, en Connecticut, Estados Unidos.
Subway es un restaurante rentable que cuenta con más de 44,000 franquicias en todo el mundo desde 1974.
La Inversión inicial para ubicaciones tradicionales tiene un Costo total estimado – $ 147,050 a $ 320,700.

### España

#### Historia de la franquicia en España
Los orígenes  de la franquicia en España se remontan a  principios de los años 60 cuando  empresas de origen francés, como Pingouin Esmeralda, Descamps o Rodier, introdujeron sus cadenas de establecimientos de lanas para labores, ropa de hogar y moda, respectivamente. Al mismo tiempo, a mediados de la década, algunas empresas españolas, como Santiveri o Pronovias, consolidaban también sus propias cadenas de tiendas. Un poco más tarde, a mediados de los 70, la franquicia recibe un nuevo impulso con la llegada de una segunda oleada de franquicias europeas y la implantación en España de importantes enseñas de procedencia norteamericana, como Burger King y McDonald’s.
Mientras que en 1970 apenas existían 19 cadenas de franquicia en funcionamiento, en 1980 ya eran 47 las enseñas que operaban en el país y a partir de ese momento se experimenta una acelerada progresión que en pocos años eleva la cifra hasta las 77 franquicias en 1985.  Es en la segunda mitad de los años ochenta cuando la múltiple y progresiva consolidación de las cadenas de negocios en franquicia se impulsa de una manera definitiva, hasta llegar a los 195 franquiciadores en el año 1990.
Se puede decir sin duda que es a principios de los 90 cuando la franquicia en España llega a su primera etapa de madurez, al alcanzarse, tanto cualitativa como cuantitativamente, parámetros similares a los de otros países del área europea.
A llegar a esta situación contribuyó en gran medida la realización de las primeras ferias con dedicación a la franquicia como Expocomerç en Lérida en 1985, Equipal en Barcelona en 1985, Expocomercio en Madrid en 1986 y, por supuesto, la primera feria monográfica de la franquicia que se celebró en España, organizada por la Feria de Bilbao, con la denominación de Franquicia’87. No menos importante fue la celebración en 1986 de los IV Encuentros Europeos de la Franquicia, organizados por la Cámara de Comercio de Valencia y que se convertirían en el embrión del nacimiento del Salón Internacional de la Franquicia de Valencia (SIF).
De igual modo, la aparición de diferentes medios especializados en el sector de la franquicia contribuyó a popularizar y ampliar el conocimiento acerca de este sistema de creación de negocios. Publicaciones especializadas surgidas en esa época fueron el Anuario Español del Franchising y del Comercio Asociado (1986), Apuntes de Franchising (1988), Hablamos de Franquicia (1988) o Franquicia y Negocios (1988).
Desde entonces, la franquicia no ha parado de crecer. En 1995 la nómina de franquiciadores activos se elevaba a 281 con un total de 24.500 establecimientos -6.000 propios y 18.500 franquiciados- y al llegar al año 2000 ya se contabilizaban 541 franquicias que agrupaban a 27.800 establecimientos -7.700 propios y 20.100 franquiciados-. A principios de 2010 se estimaba la presencia en el mercado de unas 900 franquicias, con un total de 52.000 establecimientos, de los cuales 16.000 son de gestión propia y 36.000 franquiciados.

#### Definición legal de la franquicia en España
La definición legal de la actividad de franquicia en España es aquella que se realiza en virtud del contrato por el cual una empresa, el franquiciador, cede a otra, el franquiciado, en un mercado determinado, a cambio de una contraprestación financiera directa, indirecta o ambas, el derecho a la explotación de una franquicia, sobre un negocio o actividad mercantil que el primero venga desarrollando anteriormente con suficiente experiencia y éxito, para comercializar determinados tipos de productos o servicios y que comprende, por lo menos:
1. El uso de una denominación o rótulo común u otros derechos de propiedad intelectual o industrial y una presentación uniforme de los locales o medios de transporte objeto del contrato.
2. La comunicación por el franquiciador al franquiciado de unos conocimientos técnicos o un saber hacer, que deberá ser propio, sustancial y singular.
3. La prestación continua por el franquiciador al franquiciado de una asistencia comercial, técnica o ambas durante la vigencia del acuerdo; todo ello sin perjuicio de las facultades de supervisión que puedan establecerse contractualmente.

Se entenderá por acuerdo de franquicia principal o franquicia maestra aquel por el cual una empresa, el franquiciador, le otorga a la otra, el franquiciado principal, en contraprestación de una compensación financiera directa, indirecta o ambas, el derecho de explotar una franquicia con la finalidad de concluir acuerdos de franquicia con terceros, los franquiciados, conforme al sistema definido por el franquiciador, asumiendo el franquiciado principal el papel de franquiciador en un mercado determinado.
No tendrá necesariamente la consideración de franquicia, el contrato de concesión mercantil o de distribución en exclusiva, por el cual un empresario se compromete a adquirir en determinadas condiciones, productos normalmente de marca, a otro que le otorga una cierta exclusividad en una zona, y a revenderlos también bajo ciertas condiciones, así como a prestar a los compradores de estos productos asistencia una vez realizada la venta.
Tampoco tendrán la consideración de franquicia ninguna de las siguientes relaciones jurídicas:
1. La concesión de una licencia de fabricación.
2. La cesión de una marca registrada para utilizarla en una determinada zona.
3. La transferencia de tecnología.
4. La cesión de la utilización de una enseña o rótulo comercial.[14]

#### Información precontractual
De acuerdo con la normativa en vigor en España, el franquiciador o franquiciado principal deberán dar por escrito al potencial franquiciado la siguiente información veraz y no engañosa con una antelación mínima de veinte días hábiles a la firma del contrato o precontrato de franquicia o a la entrega por parte del futuro franquiciado al franquiciador de cualquier pago:
a) Datos de identificación del franquiciador: nombre o razón social, domicilio y datos de inscripción en el registro de franquiciadores, así como, cuando se trate de una compañía mercantil, capital social recogido en el último balance, con expresión de si se halla totalmente desembolsado o en qué proporción y datos de inscripción en el Registro Mercantil, cuando proceda.
Cuando se trate de franquiciadores extranjeros, además, los datos de inscripción en los registros de franquiciadores a que vengan obligados, de acuerdo con las leyes de su país o Estado de origen. De tratarse de franquiciado principal se incluirán, además, las circunstancias anteriores respecto de su propio franquiciador.
b) Acreditación de tener concedido para España, y en vigor, el título de propiedad o licencia de uso de la marca y signos distintivos de la entidad franquiciadora, y de los eventuales recursos judiciales interpuestos que puedan afectar a la titularidad o al uso de la marca, si los hubiere, con expresión, en todo caso, de la duración de la licencia.
c) Descripción general del sector de actividad objeto del negocio de franquicia, que abarcará los datos más importantes de aquel.
d) Experiencia de la empresa franquiciadora, que incluirá, entre otros datos, la fecha de creación de la empresa, las principales etapas de su evolución y el desarrollo de la red franquiciada.
e) Contenido y características de la franquicia y de su explotación, que comprenderá una explicación general del sistema del negocio objeto de la franquicia, las características del saber hacer y de la asistencia comercial o técnica permanente que el franquiciador suministrará a sus franquiciados, así como una estimación de las inversiones y gastos necesarios para la puesta en marcha de un negocio tipo. En el caso de que el franquiciador haga entrega al potencial franquiciado individual de previsiones de cifras de ventas o resultados de explotación del negocio, éstas deberán estar basadas en experiencias o estudios, que estén suficientemente fundamentados.
f) Estructura y extensión de la red en España, que incluirá la forma de organización de la red de franquicia y el número de establecimientos implantados en España, distinguiendo los explotados directamente por el franquiciador de los que operen bajo el régimen de cesión de franquicia, con indicación de la población en que se encuentren ubicados y el número de franquiciados que hayan dejado de pertenecer a la red en España en los dos últimos años, con expresión de si el cese se produjo por expiración del término contractual o por otras causas de extinción.
g) Elementos esenciales del acuerdo de franquicia, que recogerá los derechos y obligaciones de las respectivas partes, duración del contrato, condiciones de resolución y, en su caso, de renovación del mismo, contraprestaciones económicas, pactos de exclusivas, y limitaciones a la libre disponibilidad del franquiciado del negocio objeto de franquicia.

#### Obligación de confidencialidad
El franquiciador podrá exigir al potencial franquiciado un deber de confidencialidad de toda la información precontractual que reciba o vaya a recibir del franquiciador.

#### Registro de franquiciadores
Quienes pretendan desarrollar en España la actividad de cesión de franquicia deberán comunicar sus datos, en el plazo de 3 meses desde el inicio de la actividad, al registro de franquiciadores autonómico o central, a efectos informativos.
La comunicación al registro de franquiciadores no condiciona el inicio de la actividad pero su falta en el plazo indicado conllevará la correspondiente sanción.
Quedan exentos de esta obligación los franquiciadores establecidos en otros Estados miembros de la Unión Europea que operen en régimen de libre prestación, sin establecimiento permanente en España. En este caso, la única obligación consistirá en comunicar el inicio de sus actividades en España.

#### Exposiciones y ferias del sector en España
En España se celebran anualmente distintas ferias y salones de franquicias desde que en 1989 se llevó a cabo la primera edición del Salón Internacional de la Franquicia en Valencia.
Las más importantes en cuanto número de visitantes, expositores y metros cuadrados son: el SIF&Co, Salón Internacional de la Franquicia, las Oportunidades de Negocio y el Comercio Asociado de Feria Valencia; Expofranquicia, que organiza IFEMA; FranquiAtlántico y Salón BNF de Fira Barcelona. Esta última en la edición de 2010 pasó a llamarse Salón E

### México
La definición legal de «franquicia» en México se hace en el artículo 142 de la Ley de la Propiedad Industrial, en la cual en su primer párrafo menciona que «existirá franquicia, cuando con la licencia de uso de una marca, otorgada por escrito, se transmitan conocimientos técnicos o se proporcione asistencia técnica, para que la persona a quien se le concede pueda producir o vender bienes o prestar servicios de manera uniforme y con los métodos operativos, comerciales y administrativos establecidos por el titular de la marca, tendientes a mantener la calidad, prestigio e imagen de los productos o servicios a los que esta distingue».
Si bien la ley es simple, implica que debe existir una marca en proceso de registro o ya registrada que pueda licenciarse a terceros, que se transmita el conocimiento relacionado con la operación del negocio, que se proporcione asistencia técnica al franquiciatario, que se utilicen los mismos procesos que los utilizados por el titular de la marca para que esta y sus productos y/o servicios gocen de prestigio y calidad.
En partes complementarias de la ley mencionada se estipula también de la necesidad de contar con un contrato por escrito, de presentar la información respectiva al estado que guarda la empresa con 30 días de anticipación a la firma del contrato (documento que en la práctica es conocido como Circular Oferta de Franquicia o COF), entre otras estipulaciones.
La Circular Oferta de Franquicia y el contrato de franquicia deberán hacer mención de información específica sobre el modelo de negocio franquiciado.

#### Características de la franquicia en México
- El franquiciatario recibe toda la tecnología para el establecimiento y la operación del negocio franquiciado, con lo que el negocio puede considerarse casi seguro, ya que las posibilidades de éxito se incrementan con la experiencia acumulada por el franquiciante a través de los años
- La empresa franquiciante, por lo regular integra una oficina administrativa o equipo de trabajo que proporcione servicios de asesoría y supervisión de los negocios que hagan operar la franquicia, además de encargarse de la generación de estrategias de crecimiento y promoción de ventas que sean aplicables para todo el grupo.
- La empresa franquiciante cobra una cantidad inicial para el otorgamiento de la franquicia, más un porcentaje de regalías sobre el total de las ventas efectuadas por el franquiciatario.

Algunos ejemplos de franquicias son: Farmacias del Ahorro, Steren, La michoacana, Dormimundo, Punta del cielo, Mazatlán FC, entre otras.

### CONTRATO DE FRANQUICIA EN COLOMBIA
En Colombia el contrato de franquicia es considerado un contrato atípico, ya que no se encuentra expresamente regulado en la legislación actual. Esto significa que no existe una normativa específica que lo estructure, por lo tanto, su validez, interpretación y ejecución se rigen por los principios generales del derecho contractual establecidos en el Código Civil Colombiano y en Código de Comercio. A pesar de su naturaleza atípica, la franquicia ha adquirido gran relevancia práctica en el ámbito comercial, especialmente en sectores como alimentos, moda, educación y servicios.
El contrato de franquicia se fundamenta en los elementos esenciales del contrato establecidos en el artículo 1502 del Código Civil colombiano, el cual exige la capacidad legal, consentimiento exento de vicios, objeto lícito y causa lícita para la existencia del contrato.
Además, se interpreta y ejecuta conforme a los principios de la buena fe, contemplado en el artículo 1603 del Código Civil colombiano y la autonomía de la voluntad que se encuentra en el artículo 1602 del mismo código, siendo fundamentales en los contratos mercantiles.
Aunque no se encuentra regulado de manera expresa, existen normas complementarias relevantes, como la Decisión 486 de 2000 de la Comunidad Andina, en materia de propiedad industrial, y la normativa sobre competencia desleal y cláusulas abusivas en la contratación.

##### Elementos Esenciales del Contrato
En la práctica jurídica y comercial colombiana, el contrato de franquicia presenta ciertos elementos comunes:
- Identificación de las partes: El franquiciante, quien es el titular del modelo de negocio y el franquiciado, quien lo adquiere.
- Objeto del contrato: Es la transmisión del derecho a explotar una marca, nombre comercial, conocimientos técnicos (know-how) y sistemas operativos.
- Contraprestaciones económicas: Pago inicial por el derecho de entrada y regalías periódicas, normalmente un porcentaje de las ventas.
- Duración del contrato: Se pacta por un término determinado, prorrogable según las condiciones acordadas.
- Cláusulas de exclusividad, confidencialidad y no competencia

La Superintendencia de Industria y Comercio ha resaltado la importancia de regular adecuadamente estos elementos contractuales para prevenir abusos y garantizar la seguridad jurídica de ambas partes.

##### Tipos de Franquicias
De acuerdo con criterios doctrinales y prácticos, las franquicias pueden clasificarse así:
- Franquicia de producto o distribución: El franquiciado comercializa productos del franquiciante bajo su marca, por ejemplo: bebidas o cosméticos.
- Franquicia de formato de negocio: Incluye no solo productos, sino todo el modelo de operación completo, un ejemplo de estos serían restaurantes o gimnasios.
- Franquicia industrial: Se transfiere la tecnología para la producción local de bienes bajo estándares del franquiciante.

Esta clasificación permite entender la diversidad de relaciones jurídicas que pueden surgir bajo la modalidad de franquicia.
A pesar de la existente ambigüedad en cuanto al tema, la jurisprudencia ha logrado tener un manejo en lo relacionado a las franquicias, creando la Cámara Colombiana de Franquicias ColFranquicias, con el fin de favorecer el estudio de está. Junto esto se han estado creando parámetros normativos en la materia dados por el Ministerio de comercio.
Los aspectos esenciales que debería de contener un contrato de franquicia son:
- Identificación de las partes: datos completos del franquiciante y del franquiciado.
- Descripción de la franquicia: detalles sobre los productos o servicios objeto del contrato.
- Contraprestaciones económicas: especificación de pagos como el «derecho de entrada» y las regalías periódicas basadas en ingresos o ventas.
- Duración del contrato: plazo de vigencia del acuerdo entre las partes.
- Obligaciones de las partes: responsabilidades específicas tanto del franquiciante como del franquiciado.

Se debe de tener en cuenta que un gran factor que influye en la franquicia en Colombia es la propiedad industrial, en la cual se manifiesta a través de la licencia de uso de marca, donde el franquiciante concede al franquiciado el derecho a utilizar su marca registrada.
Esta debe de estar registrada ante la Superintendencia de Industria y Comercio (SIC), en la cual se recomienda incluir cláusulas sobre el uso adecuado de la marca y evitar usos indebidos, además de que se definan mecanismos de solución de conflictos en dado caso que se haga un mal uso de los bienes protegidos.
En caso de que la franquicia sea dependiente de un producto en especifico que este patentados, el franquiciado recibe una licencia para su uso, además de establecer restricciones acerca de la divulgación de información sobre procesos protegidos.
Se deben de regular los aspectos visuales y diseños del negocio, como logotipos, uniformes, empaques y la distribución del punto de venta. El franquiciado debe cumplir con estos parámetros para mantener la coherencia de la marca.

##### Obligaciones Principales de las Partes
El contrato de franquicia impone deberes de manera bilateral. Entre las principales obligaciones del franquiciante se encuentran:
- Capacitación inicial y continua.
- Asistencia técnica y operativa.
- Protección y mantenimiento de la marca.

Por su parte, el franquiciado debe:
- Cumplir los estándares de calidad.
- Pagar las contraprestaciones económicas acordadas.
- Respetar la exclusividad territorial y los manuales operativos.

Estas obligaciones reflejan una relación de colaboración, pero también de subordinación técnica, lo cual exige una regulación contractual clara y equilibrada.

##### Propiedad Industrial yKnow-How
Uno de los aspectos centrales del contrato de franquicia es la autorización para el uso de activos protegidos por derechos de propiedad industrial, como marcas, signos distintivos, patentes, diseños industriales y secretos empresariales. En este tipo de contratos, el franquiciante concede al franquiciado el derecho a utilizar dichos elementos dentro de un territorio y tiempo determinados, con el fin de comercializar productos o servicios bajo una imagen corporativa estandarizada.
Este uso debe estar claramente delimitado contractualmente. La Decisión 486 de 2000 de la Comunidad Andina, en su artículo 57, el cual regula la propiedad industrial en Colombia, establece que el titular de una marca puede autorizar a terceros su uso mediante contratos de licencia, siendo registradas ante la autoridad competente para que generen efectos frente a terceros.
El contrato de franquicia también implica la transferencia de conocimientos técnicos y operativos, denominados know-how. Este incluye manuales, métodos, estrategias comerciales, procesos estandarizados y asesoría técnica que el franquiciado debe implementar adecuadamente. El know-how no suele estar registrado formalmente como propiedad industrial, pero su protección se garantiza a través de cláusulas contractuales de confidencialidad y de no divulgación.
La Corte Suprema de Justicia ha señalado que, aunque el contrato de franquicia no esté regulado expresamente en la ley, se puede entender como un contrato de colaboración empresarial en el cual la protección de los activos intangibles resulta esencial para mantener la identidad y reputación del negocio franquiciado.
La falta de cumplimiento de estas obligaciones por parte del franquiciado, como el uso no autorizado de la marca o la divulgación del know-how, puede dar lugar a acciones legales por infracción de derechos de propiedad industrial y competencia desleal, amparadas por la Ley 256 de 1996.
Asimismo, la Superintendencia de Industria y Comercio ha insistido en la necesidad de registrar adecuadamente las marcas utilizadas en esquemas de franquicia y de contar con mecanismos contractuales que regulen su uso, y así evitar conflictos entre las partes y proteger los derechos del titular de la marca.